# Monterey County
Monterey County is een van de 58 county's in de Amerikaanse staat Californië. Monterey County ligt aan de Stille Oceaan in de regio Central Coast. In het noordwesten ligt de Baai van Monterey en in het oosten ligt de agrarische Salinas Valley, met daarin de hoofdplaats Salinas. Het merendeel van de 415.057 inwoners (2010) woont in de buurt van de baai of in de Salinas-vallei, terwijl het zuiden en het bergachtige binnenland relatief dunbevolkt zijn. De kust van Monterey County is erg toeristisch.

## Geografie
De county heeft een totale oppervlakte van 9767 km² (3771 mijl²) waarvan 8604 km² (3322 mijl²) land is en 1163 km² (449 mijl²) of 11,91% water is.

### Aangrenzende county's
- San Luis Obispo County - zuiden
- Kings County - zuidoosten
- Fresno County - zuidoosten
- San Benito County - oosten
- Santa Cruz County - noorden

### Steden en dorpen
| - Aromas - Boronda - Bradley - Carmel-by-the-Sea - Carmel Valley Village - Castroville - Chualar - Del Monte Forest - Del Rey Oaks - Elkhorn - Gonzales - Greenfield - King City - Las Lomas | - Marina - Monterey - Moss Landing - Pacific Grove - Pajaro - Prunedale - Salinas - San Ardo - San Lucas - Sand City - Seaside - Soledad - Spreckels |

## Demografie
De volkstelling van 2010 door het United States Census Bureau wees uit dat Monterey County 415.057 inwoners telde. De etnische samenstelling was als volgt: 55,6% blank, 6,1% Aziatisch, 3,1% Afro-Amerikaans, 1,3% indiaans en 0,5% afkomstig van de eilanden in de Stille Oceaan. Daarnaast gaf 28,3% van de inwoners aan tot een ander ras te behoren en 5,1% rekende zichzelf tot twee of meer rassen. Van de totale bevolking was 55,4% Hispanic of Latino. In Monterey County is er een absolute meerderheid (50,2%) van inwoners van Mexicaanse origine.